# 特殊小型船舶
特殊小型船舶（とくしゅこがたせんぱく）とは、水上オートバイを表す日本の法律用語である。

## 免許制度
2002年に船舶職員法が改正され船舶職員及び小型船舶操縦者法に名前が変更されたことをきっかけに設けられた。
それ以前は、5級小型船舶で操縦可能であったが各地で事故が相次いだため独立した免許となった。
改正前に免許を取得していた者はそのまま免許を取得していることとなっている。（更新の際に追加されることとなっている）

## 法律上の定義
日本国内において特殊小型船舶とは、船舶職員及び小型船舶操縦者法施行規則　第百二十七条によって以下のように定義される。
1. 船体の長さ4メートル未満、かつ、幅1.6メートル未満の小型船舶であること。
2. 定員が2名以上の小型船舶にあつては、操縦位置及び乗船者の着座位置が直列（以前にカワサキからSCという並列で環状ステアリングのモデルもあった）のものであること。
3. ハンドルバー方式の操縦装置を用いる小型船舶その他の身体のバランスを用いて操縦を行うことが必要な小型船舶であること 。
4. 推進機関として内燃機関を使用したジェット式ポンプを駆動させることによって航行する小型船舶であること。